# Eucapnopsis
Eucapnopsis is een geslacht van steenvliegen uit de familie Capniidae. De wetenschappelijke naam van het geslacht is voor het eerst geldig gepubliceerd in 1922 door Okamoto.

## Soorten
Eucapnopsis omvat de volgende soorten:
- Eucapnopsis brevicauda (Claassen, 1924)
- Eucapnopsis quattuorsegmentata Okamoto, 1922
- Eucapnopsis stigmatica Okamoto, 1922